# Hidayat Heydarov
Hidayat Heydarov   (Districte de Göyçay, Azerbaidjan, 27 de juliol de 1997) és un judoka azerbaidjanès que competeix en la categoria de pes lleuger (actualment -73 Kg). Ha participat en 1 Olimpíada, guanyant la medalla d'or en els Jocs Olímpics de París. A més, ha guanyat 4 medalles (1 d'or) en els Campionats del Món i 5 medalles (4 d'or) en els Campionats d'Europa.
El 2024, va aconseguir una temporada perfecte i sense precedents en la categoria, guanyant totes les grans cites, inclòs el Campionat d'Europa de Zagreb, el Campionat del Món d'Abu Dhabi i els Jocs Olímpics de París.

## Trajectòria professional
| Jocs Olímpics      | Jocs Olímpics | Jocs Olímpics | Jocs Olímpics  |
| Any                | Seu           | Posició       | Categoria      |
| ------------------ | ------------- | ------------- | -------------- |
| 2024               | París         | 1             | -73 Kg         |
| Campionat del Món  |               |               |                |
| 2015               | Astanà        | 2a ronda      | -66 Kg         |
| 2017               | Budapest      | 5a posició    | -73 Kg         |
| 2018               | Bakú          | 3             | -73 Kg         |
| 2018               | Bakú          | 5a posició    | Equips mixt    |
| 2019               | Tòquio        | 3             | -73 Kg         |
| 2019               | Tòquio        | 5a posició    | Equips mixt    |
| 2021               | Budapest      | 5a posició    | -73 Kg         |
| 2022               | Taixkent      | 3             | -73 Kg         |
| 2023               | Doha          | 5a posició    | -73 Kg         |
| 2024               | Abu Dhabi     | 1             | -73 Kg         |
| 2025               | Budapest      | 2a ronda      | -73 Kg         |
| 2025               | Budapest      | 1a ronda      | Equips mixt    |
| Campionat d'Europa |               |               |                |
| 2017               | Varsòvia      | 1             | -73 Kg         |
| 2017               | Varsòvia      | 4a posició    | Equips masculí |
| 2018               | Tel-Aviv      | 2             | -73 Kg         |
| 2021               | Lisboa        | 1/8 final     | -81 Kg         |
| 2022               | Sofia         | 1             | -73 Kg         |
| 2023               | Montpeller    | 1             | -73 Kg         |
| 2024               | Zagreb        | 1             | -73 Kg         |